# Wachtelweizen-Blütenspanner
Der Wachtelweizen-Blütenspanner (Eupithecia plumbeolata) ist ein Schmetterling (Nachtfalter) aus der Familie der Spanner (Geometridae).

## Merkmale

### Falter
Die Flügelspannweite der Falter beträgt 12 bis 20 Millimeter.  Die Grundfarbe sämtlicher Flügel ist überwiegend graubraun bis bleigrau. Alle Flügel sind mit mehreren, sich abwechselnden hellen und dunklen Querlinien versehen. Diese sind auf den Hinterflügeln schwächer ausgeprägt. Diskalflecke sind nicht erkennbar. Das Abdomen ist grau bis graubraun.

### Ei
Das ovale Ei ist durch regelmäßige sechseckige Vertiefungen an der Schalenskulptur gekennzeichnet.

### Raupe
Erwachsene Raupen sind kurz und dick, schmutzig gelb gefärbt und zeigen rötliche Seitenstreifen sowie ebenso gefärbte Rücken- und Nebenrückenlinien.

### Puppe
Von der gelblichen Puppe heben sich die Segmenteinschnitte sowie die Hinterleibsspitze in roter Farbe ab.

### Ähnliche Arten
- Der Waldreben-Blütenspanner (Eupithecia haworthiata) unterscheidet sich durch das gelblich oder rötlich gefärbte Abdomen.
- Der Baldrian-Blütenspanner (Eupithecia valerianata) unterscheidet sich durch einen weißlichen Fleck am Innenwinkel der Vorderflügel.
- Der Weiden-Blütenspanner (Eupithecia tenuiata) unterscheidet sich ebenso wie auch der Feldahorn-Blütenspanner (Eupithecia inturbata) durch einen Diskalfleck auf den Vorderflügeln.

Sofern die Falter stark abgeflogen sind und die äußeren Merkmale dadurch undeutlich sind, ist eine eindeutige Zuordnung oftmals schwierig. In diesen Fällen sollte zur sicheren Bestimmung eine genitalmorphologische Untersuchung durchgeführt werden.

## Geographische Verbreitung und Vorkommen
Der Wachtelweizen-Blütenspanner kommt in nahezu ganz Europa vor. Die östliche Ausbreitung reicht bis nach Sibirien mit dem Ural, Zentralasien sowie zum Altai- und Sajangebirge und in das Amurgebiet. In den Alpen ist er noch in 2000 Metern, in den Pyrenäen in 2400 Metern über NHN zu finden. In der Ukraine, in Kleinasien, dem Kaukasus und in Georgien ist die ssp. E. lutosaria beheimatet. Die Art bewohnt vorzugsweise lichte Wäldern, Waldränder sowie Hecken- und Gebüschlandschaften.

## Lebensweise
Die Falter sind dämmerungs- und nachtaktiv. Sie fliegen von Mai bis August. Überwiegend männliche Falter erscheinen auch an künstlichen Lichtquellen. Die Raupen leben in der Mehrzahl von Juli bis September und ernähren sich von den Blüten einiger Wachtelweizen- (Melampyrum) und Klappertopfarten (Rhinanthus). Die Puppen überwintern in einem Gespinst zwischen Erdklumpen, zuweilen zweimal.

## Gefährdung
In Deutschland kommt der Wachtelweizen-Blütenspanner in allen Bundesländern in unterschiedlicher Häufigkeit vor und wird auf der Roten Liste gefährdeter Arten als nicht gefährdet geführt.